# فريدريك بالدوين آدامز
فريدريك بالدوين آدامز (بالإنجليزية: Frederick Baldwin Adams)‏ هو شخصية أعمال أمريكي، ولد في 5 فبراير 1878 في توليدو في الولايات المتحدة، وتوفي في 23 أكتوبر 1961.